# Zaho de Sagazan

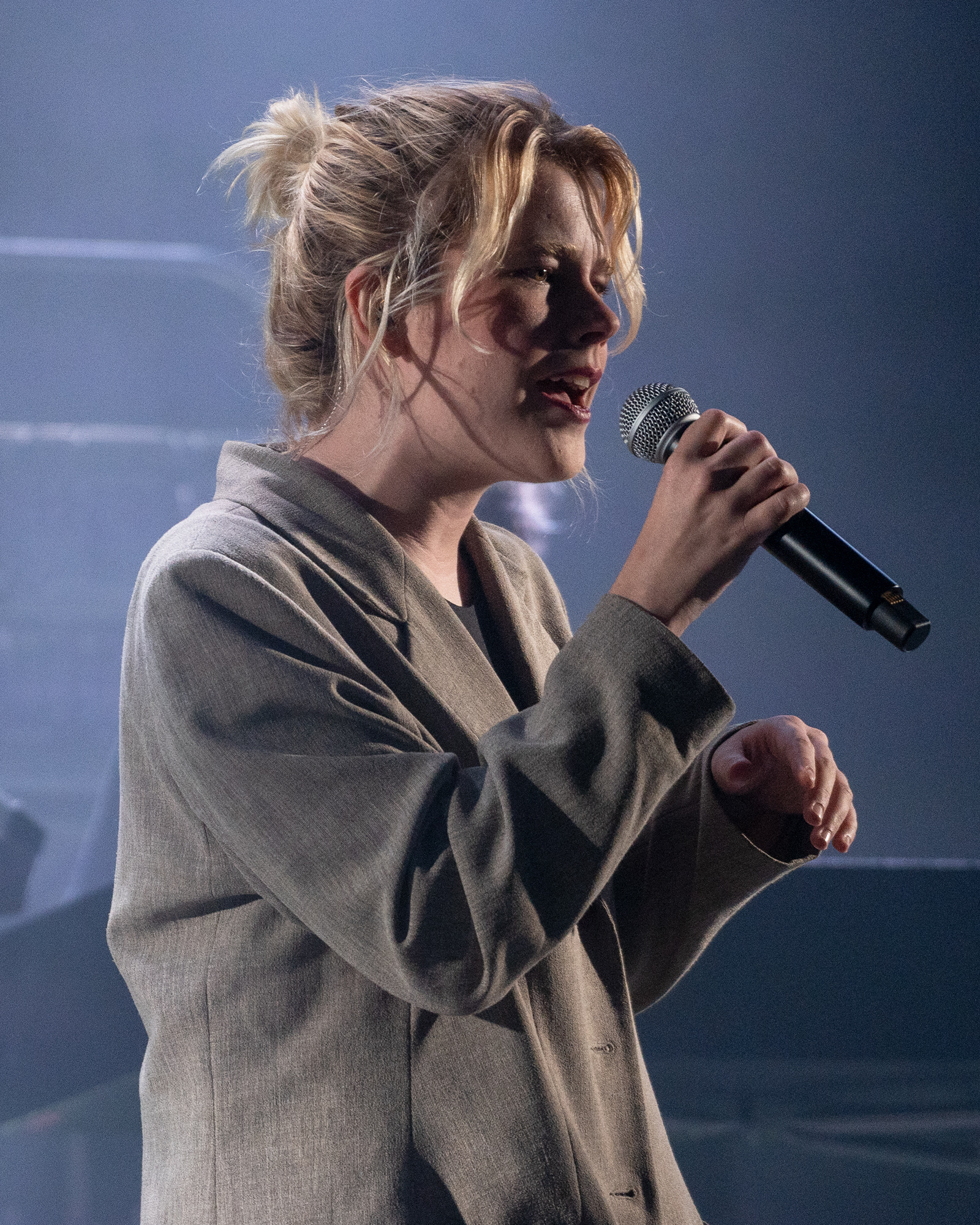
Zaho de Sagazan, Juli 2023

Zaho Mélusine Le Moniès de Sagazan ([za'o d(ə) saga'zɑ̃]) (* 28. Dezember 1999 in Saint-Nazaire) ist eine französische Chanson-Sängerin und Liedtexterin.

## Leben und Karriere
Zaho de Sagazan wurde als Tochter eines Künstlers und einer Lehrerin in Saint-Nazaire in der Bretagne in Westfrankreich geboren. Sie wuchs zusammen mit drei älteren Schwestern und einer Zwillingsschwester auf, war extrovertiert und tanzte gern. 
Als Kind litt sie an Hypersensibilität, die sie später, so erzählte sie, musikalisch verarbeitet hat.
Als Teenager begann sie, inspiriert von Tom Odell, ihre ersten Stücke zu schreiben; weitere Vorbilder siehe unten. Im März 2022 wurde ihr erstes Lied, La déraison, veröffentlicht. Darin ist ein Klang zu hören, der dem Theremin ähnelt. Später trat sie als Vorband von Stromae, den sie verehrt, auf. Vor dem Beginn einer professionellen Musikkarriere war sie nach dem Abitur zum BWL-Studium an der Universität Nantes eingeschrieben und arbeitete neben dem Studium als Hilfskraft in einem Altenheim.
Bereits mit ihrem Debüt-Album La Symphonie des Éclairs im Jahr 2023 gelang ihr der nationale Durchbruch.
Bei der französischen Musikauszeichnung, der Verleihung der Victoires de la Musique, erhielt sie 2024 vier „Victoires“, darunter den Preis für das beste Musikalbum und das beste Lied.
Internationale mediale Aufmerksamkeit erlangte sie durch ihren Auftritt bei der Eröffnungsfeier der Filmfestspiele in Cannes 2024, bei der sie Modern Love von David Bowie sang. Am 11. August 2024 eröffnete de Sagazan im Jardin des Tuileries in Paris die Schlussfeier der Olympischen Sommerspiele 2024 mit einem Chanson von Édith Piaf, Sous le ciel de Paris.
Anfang 2025 startete sie eine Europatournee, die sie – neben zahlreichen Auftritten in Frankreich – nach Deutschland (Hamburg, Berlin, München, Köln, Leipzig, Mannheim, Diepholz), Belgien (Namur, Brüssel), in die Niederlande (Amsterdam, Utrecht), nach Luxemburg, Großbritannien und Irland (London, Manchester, Dublin), in die Schweiz (Zürich, Winterthur), nach Österreich (Wien), Tschechien (Prag), Spanien (Barcelona) und darüber hinaus nach Kanada (Toronto, Montréal, Ottawa, Québec, Sherbrooke) führt.
Am 30. Mai 2025 trat sie mit dem Titel Tristesse im ZDF Magazin Royale auf und gab damit ihr deutsches Fernsehdebüt.

## Stil
Kennzeichnend für Lieder von de Sagazan ist ein Mix aus Rock, Elektro und modernem Chanson. 
Markant sind zudem ihre tiefe Stimme und die ausdrucksstarken Texte.
Ihr Stil wird in der B.Z. als eine elektronische Spielart von Chanson beschrieben.
De Sagazan hegt nach eigener Aussage eine Begeisterung für die elektronische Musik der 1980er Jahre von Krautrock bis Synthwave. Die Gruppe Kraftwerk zählt sie zu ihren Lieblingsbands.
Als musikalische Vorbilder nennt sie zudem die Chansonniers Jacques Brel und Barbara.

## Diskografie

### Studioalben
| Jahr | Titel                    | Höchstplatzierung, Gesamtwochen, AuszeichnungChartplatzierungen (Jahr, Titel, Platzierungen, Wochen, Auszeichnungen, Anmerkungen) | Höchstplatzierung, Gesamtwochen, AuszeichnungChartplatzierungen (Jahr, Titel, Platzierungen, Wochen, Auszeichnungen, Anmerkungen) | Höchstplatzierung, Gesamtwochen, AuszeichnungChartplatzierungen (Jahr, Titel, Platzierungen, Wochen, Auszeichnungen, Anmerkungen) | Höchstplatzierung, Gesamtwochen, AuszeichnungChartplatzierungen (Jahr, Titel, Platzierungen, Wochen, Auszeichnungen, Anmerkungen) | Anmerkungen                         |
| Jahr | Titel                    | FR | BEW | DE | CH | Anmerkungen                         |
| ---- | ------------------------ | --- | --- | --- | --- | ----------------------------------- |
| 2023 | La Symphonie des Éclairs | FR3 ×2Doppelplatin · (… Wo.)FR | BEW4 (… Wo.)BEW | DE41 (1 Wo.)DE | CH8 (46 Wo.)CH | Erstveröffentlichung: 31. März 2023 |

### Singles
| Jahr | Titel Album                                                 | Höchstplatzierung, Gesamtwochen, AuszeichnungChartplatzierungen (Jahr, Titel, Album, Platzierungen, Wochen, Auszeichnungen, Anmerkungen) | Höchstplatzierung, Gesamtwochen, AuszeichnungChartplatzierungen (Jahr, Titel, Album, Platzierungen, Wochen, Auszeichnungen, Anmerkungen) | Anmerkungen                        |
| Jahr | Titel Album                                                 | FR | BEW | Anmerkungen                        |
| --- | ----------------------------------------------------------- | --- | --- | ---------------------------------- |
| 2024 | Modern Love La Symphonie des Éclairs                        | FR63 Gold · (4 Wo.)FR | — | Erstveröffentlichung: 25. Mai 2024 |
| Folgende Lieder erschienen nicht als Single, wurden aber durch das Album zum Download und Streaming bereitgestellt und konnten somit eine Platzierung erlangen: |                                                             | | |                                    |
| |                                                             | | |                                    |
| 2024 | La Symphonie des Éclairs                                    | FR12 Diamant · (66 Wo.)FR | BEW28 Gold · (11 Wo.)BEW |                                    |
| 2024 | Dis-moi que tu m’aimes La Symphonie des Éclairs             | FR130 Gold · (1 Wo.)FR | — |                                    |
| 2024 | Old Friend La Symphonie des Éclairs: Le dernier des voyages | FR199 (1 Wo.)FR | — | mit Tom Odell                      |

Weitere Lieder
- 2023: Les Dormantes (FR: Gold)
- 2023: Tristesse (FR: Gold)
- 2024: La bonne Étoile (mit B-Seite 99 Luftballons)

## Auszeichnungen
- 2024: Hauptpreis und Publikumspreis bei den Music Moves Europe Awards
- 2024: Preis für das beste Album, bestes Lied, beste weibliche Neuentdeckung und Bühnen-Neuentdeckung bei den Victoires de la Musique
- 2025: Großer Deutsch-Französischer Medienpreis[10]